# Ming tang
Le Ming tang est un édifice symbolique jouant un rôle important dans les pratiques impériales de la Chine historique. Selon la tradition, la tournée royale annuelle se faisait à l'intérieur du Ming tang afin d'assurer l'harmonie universelle, dans laquelle le souverain jouait un rôle central.

## Symbolisme et forme
Le Ming tang était, en quelque sorte, le monde en miniature. Dans la pensée chinoise traditionnelle, une image n'est pas un simple simulacre de l'objet, mais assume en quelque sorte sa réalité. De ce point de vue, plus qu'une simple représentation du monde, l'édifice était le monde, mais en petit. Il était carré, symbolisant la Terre. Il était divisé en neuf pièces, elles aussi carrées, représentant les neuf provinces de l'Empire. Le toit et l'étang environnant étaient ronds, symbolisant ainsi la Voûte céleste.

## La Tournée royale
Chaque année, le roi faisait une tournée symbolique du Ming tang. Aux mois centraux de chaque saison (ceux qui incluent les solstices et les équinoxes), il demeurait un mois dans la pièce médiane d'un côté, donc droit à l'Est, au Sud, et ainsi de suite. Pendant les mois de transition entre les saisons, il passait aux pièces d'angle, y demeurant deux mois. Pour combler la différence entre les douze mois lunaires et l'année solaire, le roi passait la fin de l'été, période critique, à siéger dans la pièce centrale.